# Henri Saint Cyr
Henri Saint Cyr   (Estocolm, 15 de març de 1902 - Kristianstad, 27 de juliol de 1979)  fou un genet suec, guardonat amb quatre medalles olímpiques d'or.

## Biografia
Va néixer el 15 de març de 192 a la ciutat d'Estocolm. Va morir el 27 de juliol de 1979 a la ciutat de Kristianstad, població situada al comtat d'Escània.

### Carrera esportiva
Va iniciar la seva carrera en el concurs complet participant, als 34 anys, en els Jocs Olímpics d'Estiu de 1936 realitzats a Berlín (Alemanya nazi) en el concurs complet individual, on finalitzà vint-i-cinquè, i en el concurs per equips, on finalitzà en última posició. En els Jocs Olímpics d'Estiu de 1948 celebrats a Londres (Regne Unit) participà en la prova de doma clàssica, aconseguint un diploma olímpic en la prova individual i finalitzant últim en la prova per equips. En els Jocs Olímpics d'Estiu de 1952 realitzats a Hèlsinki (Finlàndia) aconseguí guanyar la medalla d'or tant en la prova de doma individual com per equips, un fet que repetí en els Jocs Olímpics d'Estiu de 1956 realitzats a Melbourne (Austràlia), tot i que les proves eqüestres es realitzaren a Estocolm (Suècia). En aquests últims Jocs realitzà el Jurament Olímpic per part dels atletes en la cerimònia d'obertura (alhora que John Landy ho feu a Melbourne). En els Jocs Olímpics d'Estiu de 1960 realitzats a Roma (Itàlia), i amb 58 anys, finalitzà quart en la prova individual de doma, aconseguint així un nou diploma olímpic.